# Wolfgang Metzner Verlag
Der Wolfgang Metzner Verlag ist ein Fachverlag mit Sitz in Frankfurt am Main. Er wurde 1993 gegründet und ist spezialisiert auf Mediation, außergerichtliche Konfliktlösung, Konfliktmanagement sowie Familien- und Erbrecht. 

## Verlagsgeschichte
Der Verlag ging 1993 aus dem Alfred Metzner Verlag hervor. Er ist nach dem Verleger Wolfgang Metzner benannt und wird  in dritter Generation von Klaudia Metzner und ihren Kindern Anna Metzner und Günther Metzner geführt. Zu dem Unternehmen gehört noch der Verlag für Standesamtswesen.

## Publikationen

### Verlagsreihen
- Schriften zum deutschen und ausländischen Familien- und Erbrecht  Link
- Schriften zur Mediation und außergerichtlichen Konfliktlösung Link
- Viadrina-Schriftenreihe zu Mediation und Konfliktmanagement Link

### Wichtige Werke
- Gary Friedman, Jack Himmelstein: Konflikte fordern uns heraus. 2013, ISBN 978-3-943951-08-0.
- Dorothea Faller, Kurt Faller: Innerbetriebliche Wirtschaftsmediation. 2014, ISBN 978-3-943951-14-1.
- Kerstin Niethammer-Jürgens, Martina Erb-Klünemann: Internationales Familienrecht in der Praxis. 2022, ISBN 978-3-96117-113-2.
- Dorothea Faller, Kurt Faller: Achtsames Management. 2018, ISBN 978-3-943951-32-5.